# 議政王大臣會議
议政王大臣会议（穆麟德轉寫：hebe -i ba），或简称为议政处，是清朝前期皇帝的一个咨询机构。议政王大臣会议源于后金时期的努尔哈赤在1610年代和1620年代初设立的非正式协商小组，该制度由前者之子兼继任者皇太极于1626年正式确立，并于1637年进一步扩大。参加会议的成员多为满洲权贵，该贵族机构为皇太极、顺治帝以及康熙帝在军事事项方面提供主要建议。议政王大臣会议在多尔衮摄政及鳌拜辅政期间权势极大，后者以此机构提高他们的个人影响力。
议政王大臣会议作为大清最具影响力的决策机构超过一个世纪，此后它的地位和影响受到削弱，然后被滿漢蒙共同参与的军机处所取代，军机处由雍正帝设立于1730年，用于避开议政王大臣会议的影响。议政王大臣会议于1792年为乾隆帝正式撤除。

## 起源与正式设立

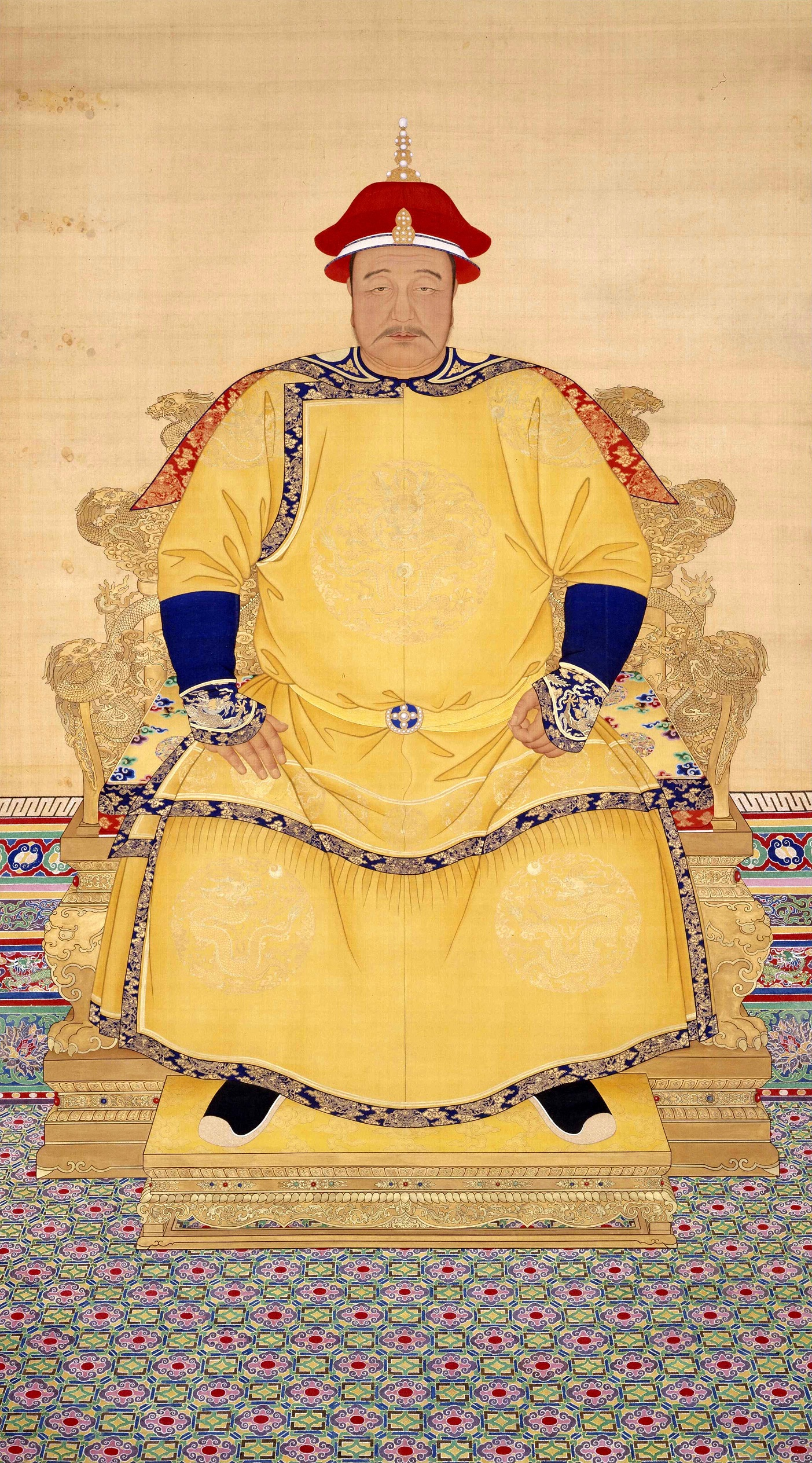
身着朝服的皇太极，他于1627年正式设立议政王大臣会议。

历史学家安熙龙认为，议政王大臣会议的起源是“一个复杂且扑朔迷离的过程”。议政王大臣会议起源于努尔哈赤为促进同诸子共治国政而设立的非正式机构。努尔哈赤在1601年组织女真人，将之分为四“旗”，1615年，“旗”数增加了一倍，是为八旗。1621年时，努尔哈赤与五名子侄掌握八旗，即旗主贝勒。除努尔哈赤掌镶黄旗、正黄旗，长子代善掌鑲紅旗、正红旗外，每人各掌一旗。努尔哈赤命令子侄开会就重要政策特别是军事事务进行商讨。担任旗主的努尔哈赤子侄统称为“议政王”。
议政王大臣会议的另一个雏形是由女真人组成的“议政五大臣”和“理事十大臣”小组，后者于1615年或1616年努尔哈赤设置，负责行政和司法工作。安熙龙称，此组人后来被称为“议政大臣”，并辅助贝勒商讨国政。然而，梅谷却断言，他们只不过是“技术顾问”，此观点得到吴秀良的支持。在1623年，“八固山额真”还做了审议官员，但他们主要负责监察，主要责任是使努尔哈齐得以觉察八贝勒的密谋。
皇太极继承父亲努尔哈赤的汗位后，没有依照父亲的愿望与诸旗主贝勒共治，而是成为一个强有力的统治者，奠定了大清的统治基础。1627年，他将八旗置于八“大臣”控制之下，并命令后者协同贝勒参预议政。吴秀良支持这次改革为议政王大臣会议的“真正”起源，后者成为皇太极的主要决策机构，并就外交与军务进行磋商。1637年，称大清皇帝一年后的皇太极，正式将亲王排斥在会议之外。相反，会议由八名都统和两名副都统掌控，后者负责管理满洲八旗。通过限制身为宗室的满洲军事领袖成为会议成员，皇太极以牺牲其他亲王为代价增强了个人权力。尽管如此，会议仍未能从大清政府内部“贵族的集体统治”的圈子中跳出。

## 清初中枢作用

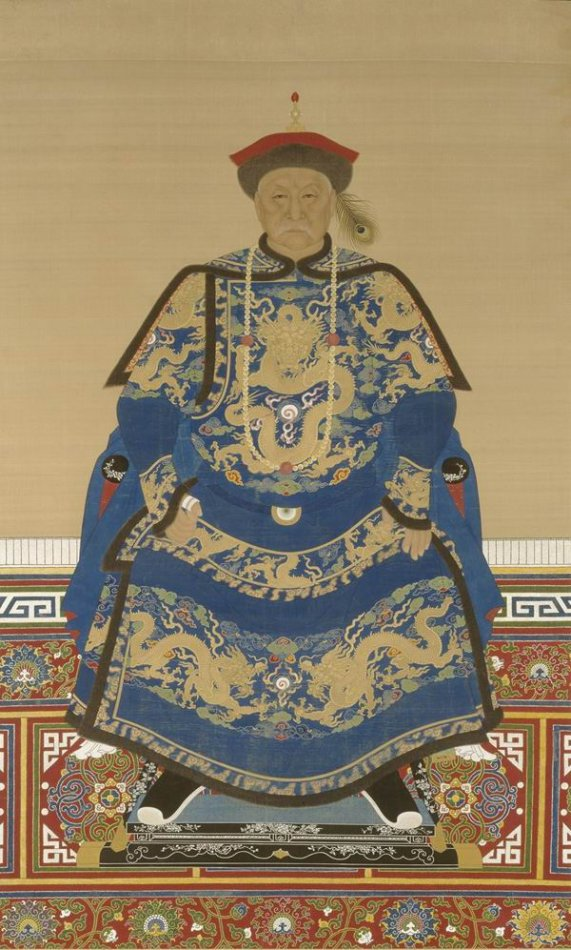
鳌拜及其同事于1661年至1669年给康熙帝辅政时，将议政王大臣会议用作主要决策工具。

幼冲的顺治帝和两名摄政王多尔衮及济尔哈朗在1643年皇太极驾崩后取而代之。1644年，在他们的带领下，大清打败虚弱的大明，迁都北京。议政王大臣会议在多尔衮摄政期间是他的主要决策机构。迁都北京后不久，多尔衮将军事及民政事务交给议政王大臣会议掌管，并扩大其规模，将所有满洲都统和满洲副都统、蒙古都统和蒙古副都统以及满洲大学士和蒙古大学士纳入其中。议政王大臣会议远非起着遏制多尔衮个人权力膨胀的作用，反过来成了他的工具，用以传讯、痛责其他敢于与他一争高低的亲王，例如在1644年5月，多尔衮以煽惑、悖妄的罪名指控皇太极的长子豪格，并唆使豪格的敌人在议政王大臣会议上当众作证。1648年，他用同样的手法把豪格清除。
多尔衮在1650年12月31日逝世后，順治帝开始独立地维护自己的权威：他命令议政王大臣会议成员要直接向他上奏，由他过问军国要务。多尔衮的党羽从朝廷上被清除（1651年3月）后，順治帝的前摄政济尔哈朗对议政王大臣会议作出了一些特别的人事任命，以促进满洲精英的忠诚。1651年至1653年间，他增加了三十名在八旗和大城市官僚机构缺少官职的新成员。新任命的两名议政大臣汉军旗人范文程和宁完我，是议政王大臣会议中仅有的三名汉人中的两名。日后康熙帝的四名辅政大臣（索尼、苏克萨哈、遏必隆和鳌拜）也在当时受任为议政大臣。1656年，皇帝下诏，辞退自动受任为议政大臣的满洲大学士和蒙古大学士，然而，到了他在位的最后一年1661年，议政王大臣会议仍有超过五十名的成员。议政王大臣会议在顺治年间经常召开，调查受控贪污或渎职的重要官员。
以索尼为首的四辅政大臣继承了顺治帝驾崩后，康熙帝未成年时掌管国政。鳌拜辅政时期，议政王大臣会议成了“最显著的满洲机构”。为保持自己在议政王大臣会议中的席位，辅政大臣限制满洲都统和蒙古都统及六部满尚书和蒙古尚书成为议政大臣。他们还决定授予议政王大臣会议成员掌管理藩院的资格，此前順治帝迫于武力，将理藩院从礼部独立出来。到了1662年，议政王大臣会议成员被裁减至31名，这些成员主要是有着丰富军事和民政经验的满洲领袖。
康熙帝在1669年后将鳌拜派系的许多官僚改革废除，但继续依靠议政王大臣会议，在各种各样的军事和民事事项上，特别是那些过于敏感或过于复杂的事项，他会绕过正式官僚机构，来咨询过这群顾问。皇帝允许左都御史压制议政王大臣会议，此后在1681年镇压三藩之乱，恢复控制全國后，他作出决定，八旗都统不再自动成为议政大臣。自此以后，议政王大臣会议更多的致力于民政。虽然如此，但在第一次鄂满战争，康熙帝和准噶尔汗国于1687年至1697年间的战争期间，康熙帝经常向议政王大臣会议请教如何处理和准噶尔部可汗噶尔丹以及准噶尔之敌喀尔喀蒙古的关系。议政王大臣会议在康熙年间满足了帝国的需要，将商议结果传达给皇帝，皇帝通常遵循议政王大臣会议的建议。

## 为军机处取代

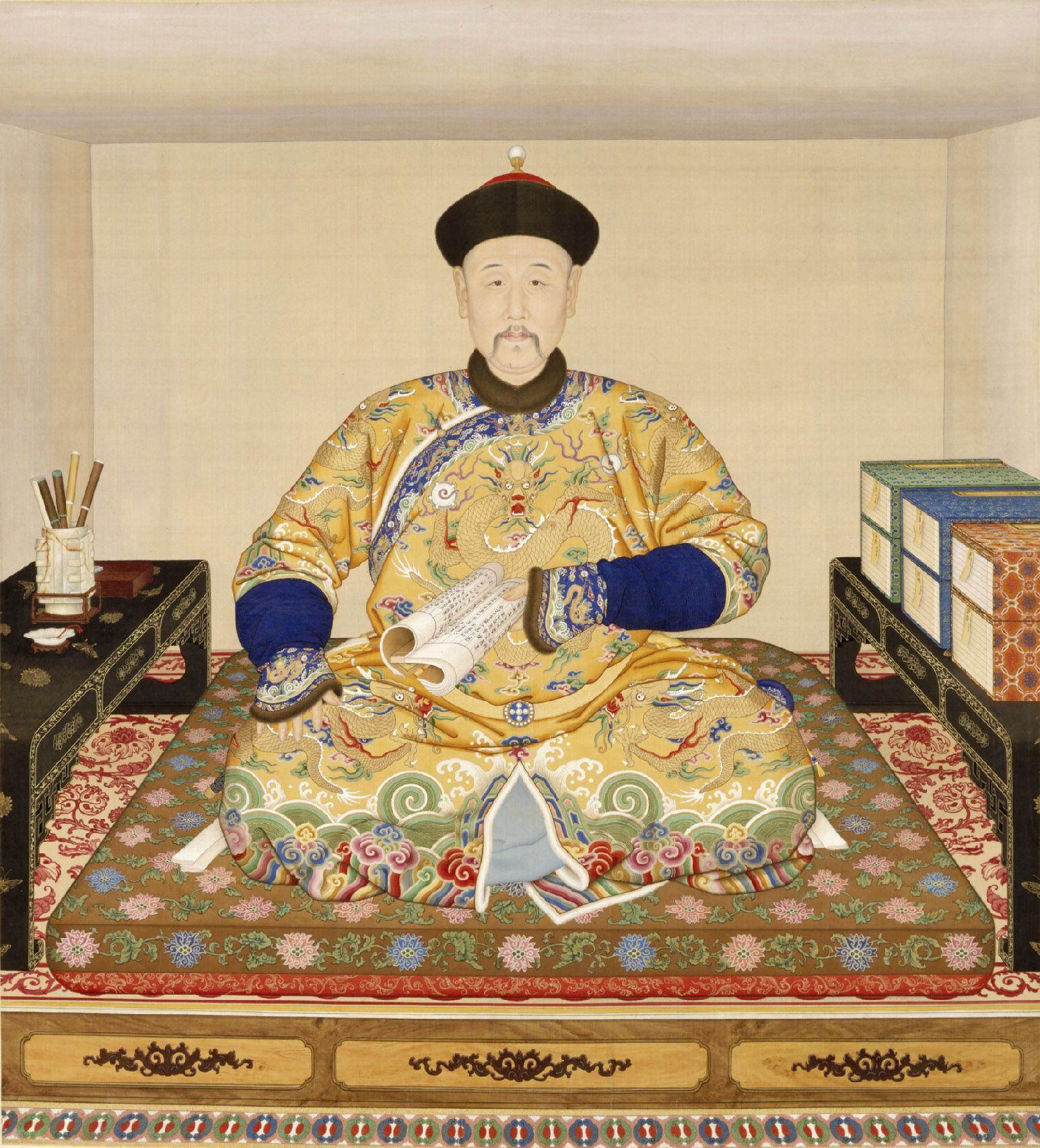
为减少满洲贵族的影响，雍正帝设立新的议政机构军机处来避开议政王大臣会议。

雍正帝在经过一场康熙帝诸子为争夺皇位而内斗的危机后承袭了康熙帝的皇位。此时许多在皇位竞争期间站在雍正帝的竞争对手一边的满洲贵族仍为议政王大臣会议成员。为避免疏远这些贵族，雍正帝仍对议政王大臣会议进行新的人事任命，并就各种军事问题征求意见，但也努力削弱其力量。为绕过议政王大臣会议，他设立了小规模的类似机构，并发现后者更可信赖，更好控制。渐渐地，他将议政权利移交给这些更值得信赖的大臣。1730年左右，这些非正式机构结为军机处。不同于成员几乎全是满洲人的议政王大臣会议，军机处中有许多汉人充当军机大臣。在大清余下的时间里，这个多民族中枢机关为帝国主要决策机构。
军机处在十八世纪30年代站稳脚跟后，议政王大臣会议的影响力急剧下降。“议政大臣”和“议政王”在乾隆年间成了主要虚衔。此类头衔由满洲军机大臣兼充，直至1792年，乾隆帝正式将议政王大臣会议废除。到了十九世纪后半叶，恭亲王奕訢担任首席军机大臣，此类头衔由奕訢和其他军机大臣恢复，但功能則仍被廢除。

### 引用
1. ↑  胡增益 1994，第394頁.
2. ↑  Wakeman 1985，第851頁; Bartlett 1991，第267頁; Hucker 1985，第266頁; Rawski 1998，第123頁.
3. 1 2  Oxnam 1975，第31頁.
4. ↑  Oxnam 1975，第21, note 17頁.
5. ↑  Wu 1970，第10頁.
6. ↑  李鸿彬、郭成康 1982，第156頁.
7. ↑  Oxnam 1975，第21頁; Bartlett 1991，第25頁.
8. ↑  Oxnam 1975，第21頁.
9. ↑  Oxnam 1975，第21 (1615)頁; Wu 1970，第11 (1616)頁; Michael 1942，第67 (1616)頁.
10. ↑  Oxnam 1975，第21 and 30 respectively頁.
11. ↑  Michael 1942，第67頁; Wu 1970，第11頁.
12. ↑  Wu 1970，第10頁; Wakeman 1985，第850頁.
13. ↑  Oxnam 1975，第30 and 31, note 38頁; Wakeman 1985，第850-851頁.
14. ↑  Wu 1970，第11頁; Oxnam 1975，第30 (主要决策机构)頁; Wakeman 1985.
15. ↑  Wu 1970，第10頁; Oxnam 1975，第30頁.
16. ↑  Oxnam 1975，第30頁; Kessler 1976，第11頁.
17. ↑  Wakeman 1985，第851頁.
18. 1 2  Oxnam 1975，第43頁.
19. 1 2  Wakeman 1985，第885頁.
20. ↑  Wakeman 1985，第300頁, note 231
21. ↑  Wakeman 1985，第896頁.
22. ↑  Oxnam 1975，第70–71頁.
23. 1 2 3 4 5 6 7  Oxnam 1975，第71頁.
24. 1 2  Oxnam 1975，第70頁.
25. ↑  Wakeman 1985，第925, 948, and 985 (三例)頁.
26. ↑  Oxnam 1975，第69頁.
27. ↑  Oxnam 1975，第71 and 74頁.
28. ↑  Oxnam 1975，第72 and 199頁.
29. ↑  Perdue 2005，第148 and 159頁.
30. ↑  Oxnam 1975，第74 (通常遵循会议的意见)頁; Wu 1970，第18 (其余信息)頁.
31. 1 2 3  Bartlett 1991，第27頁.
32. ↑  Bartlett 1991，第48 and p. 307, note 46頁.
33. 1 2  Wu 1970，第105頁.
34. ↑  Oxnam 1975，第89 (满洲成员)頁; Bartlett 1991，第267 (向汉人开放)頁.
35. ↑  Bartlett 1991，第308, note 61 (满洲军机大臣, 1792), and p. 312, note 116 (乾隆皇帝废除)頁.
36. ↑  Bartlett 1991，第312, note 116, and p. 350, note 23頁.